# Puerto de Santa Cruz de Tenerife
El puerto de Santa Cruz de Tenerife es un puerto comercial, de pasajeros, mercante, industrial, pesquero, y deportivo de la ciudad de Santa Cruz de Tenerife, capital de la isla de Tenerife (Canarias, España), situado en el Océano Atlántico. 
Es gestionado por la Autoridad Portuaria de Santa Cruz de Tenerife. Constituye el principal puerto de la isla, seguido por el Puerto de Los Cristianos (en el sur). El Puerto de Santa Cruz de Tenerife es el de mayor importancia de Canarias en términos de pasajeros, pues el 23% del transporte de pasajeros por vía marítima de Canarias se realizó a través de este puerto.
Aparte de acoger conexiones marítimas interinsulares, el puerto de Santa Cruz de Tenerife es punto de escala de numerosas líneas marítimas que lo ligan con los principales puertos de Europa, África y América. No en vano, está conectado con 278 puertos internacionales. En el año 2016, el puerto de Santa Cruz de Tenerife fue incluido entre los tres principales puertos del mundo para el tráfico de cruceros según Seatrade Cruise Med. Comparte esta consideración con el Puerto de Southampton (Reino Unido) y la terminal de cruceros Kai Tak, del Puerto de Hong Kong (China). Por su parte en 2023 un informe elaborado por el Banco Mundial y S&P Global situó al Puerto de Santa Cruz de Tenerife como el tercero más eficiente de España (tras el de Algeciras y el de Barcelona) y el noveno de Europa.

## Datos técnicos

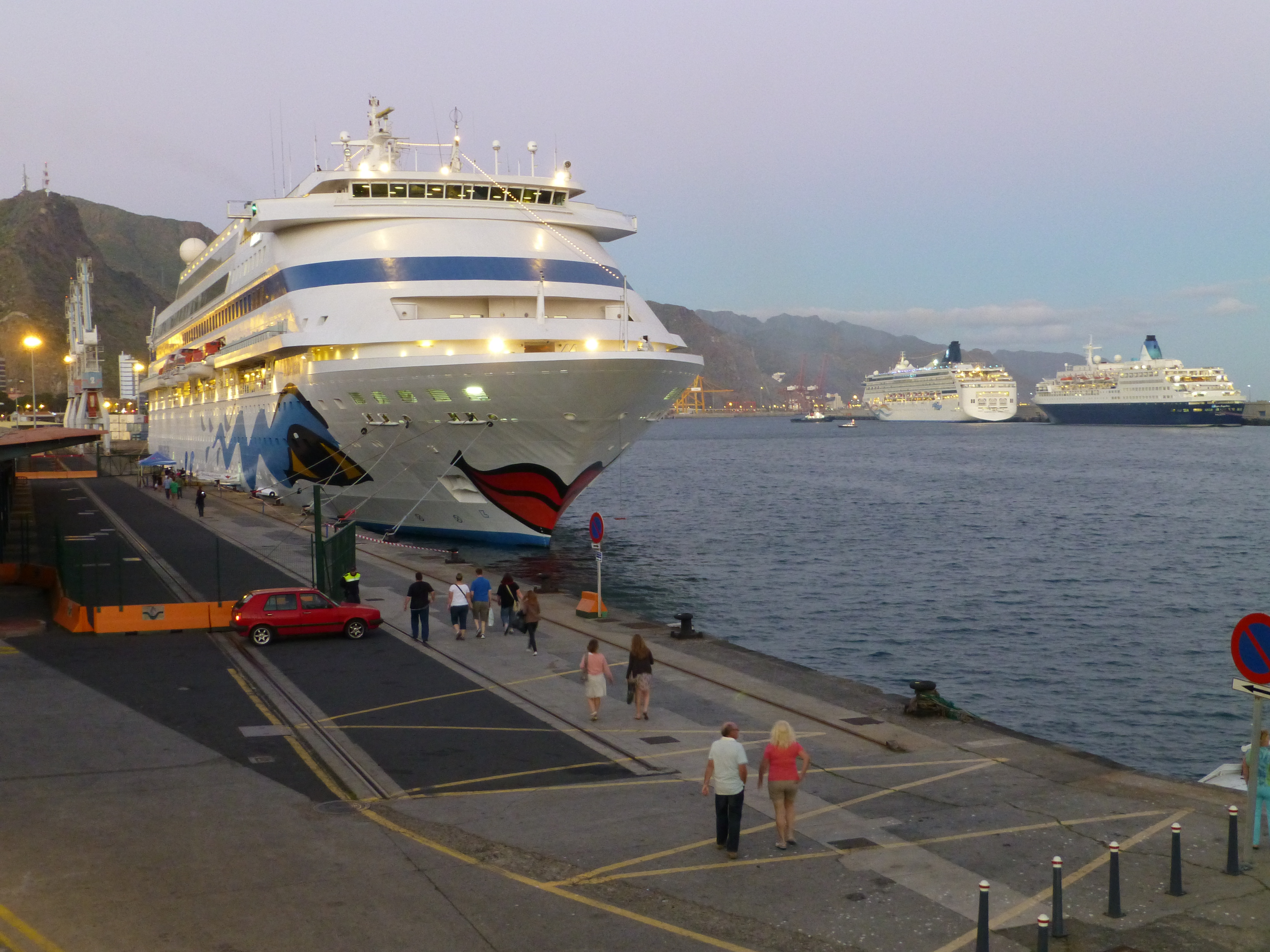
Grandes cruceros de turismo en la Dársena de Anaga.

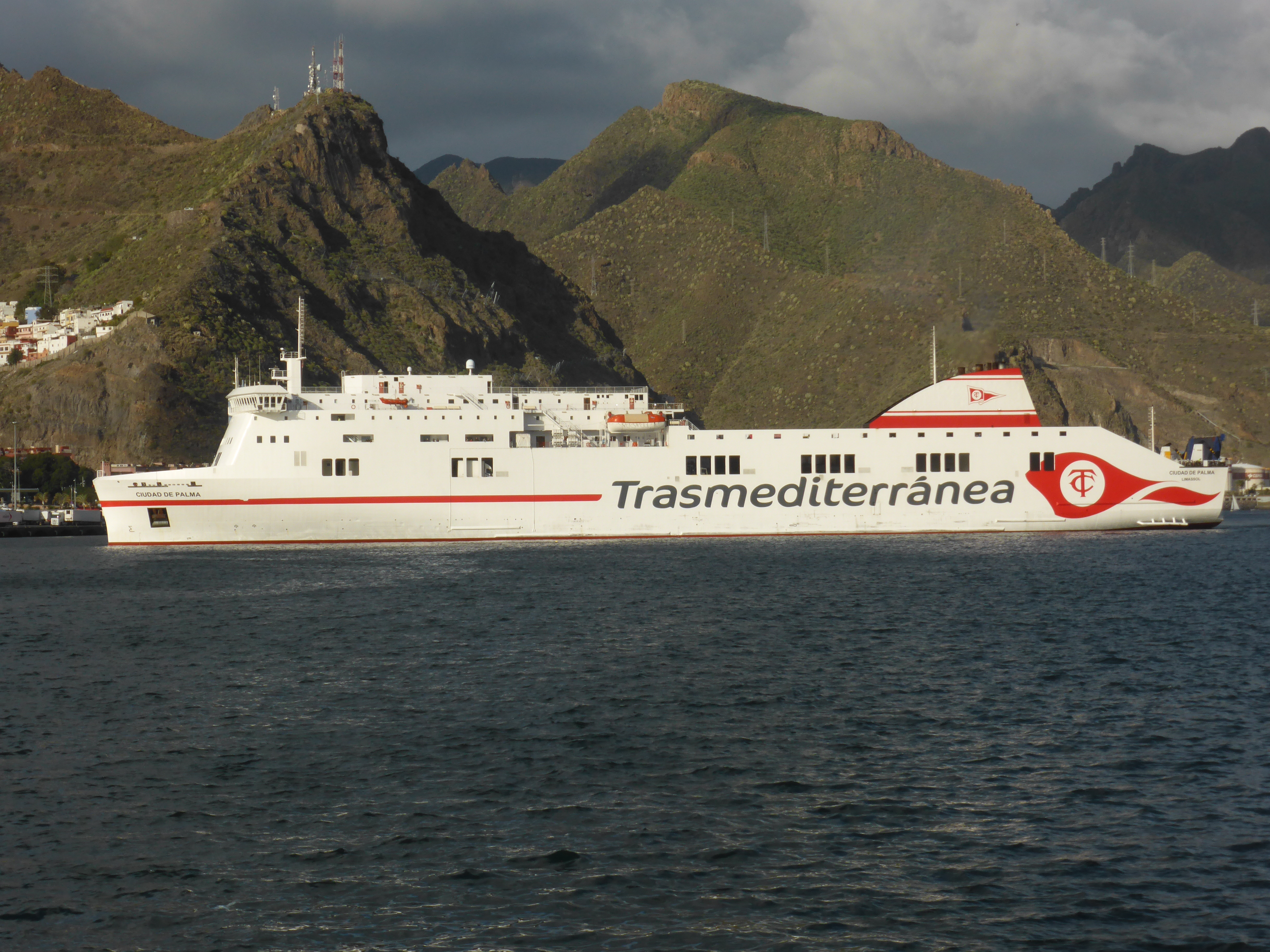
Buque de Trasmediterránea, maniobrando en la Dársena de Anaga.

Se ubica concretamente en la bahía de Santa Cruz (16º14’W 28º29’N).
Tiene un régimen de vientos reinantes del noreste (alisios) y predominantes del suroeste y una diferencia de cota entre mareas de 2,70 metros. Se encuentra dividido en cuatro dársenas aparte del muelle de la Hondura. Estas son la dársena de Los Llanos, dársena de Anaga, dársena pesquera y dársena del Este. 
Este puerto, junto con los otros cinco de la provincia (Puerto de Los Cristianos, Puerto de Granadilla, Puerto de Santa Cruz de La Palma, Puerto de San Sebastián de La Gomera y Puerto de La Estaca) están bajo la administración de la Autoridad Portuaria de Santa Cruz de Tenerife.
El Puerto de Santa Cruz de Tenerife se extiende desde la Dársena Pesquera de San Andrés hasta muelle de Hondura, con una extensión de doce kilómetros, esto lo convierte en el puerto con mayor extensión de las Islas Canarias. Además tiene una superficie de floración de 14.864,30 hectáreas. Acoge dos terminales de contenedores - TCTenerife y Boluda Maritime Terminals- con más de 1.200 metros de línea de atraque al efecto. En lo que a tráfico de pasajeros se refiere, es líder en su zona Atlántica en tráfico de cruceros, habiendo ya batido el millón de cruceristas en la temporada 2017-2018, y se mantiene como uno de los principales puertos nacionales en tráfico de pasaje de línea regular.

## Historia

### Inicios
Desde la arribada de Fernández de Lugo, el puerto de Santa Cruz se convirtió en la vía por la que la isla, y la ciudad de La Laguna (entonces capital de la isla y del archipiélago), se relacionaron con el exterior. 
Fernández de Lugo optó por la bahía de Santa Cruz como lugar idóneo a través del cual penetrar en la isla en tiempos de la conquista. Una vez se consolidó esta, el puerto se mantuvo con carácter de base defensiva. El objetivo era malograr cualquier intento de incursión en la isla. 
De este modo, el fortín santacrucero, impidió en gran medida, que La Laguna se convirtiera en lugar de saqueo y destrucción por parte de piratas, tal y como había ocurrido en numerosas ciudades americanas e incluso canarias.

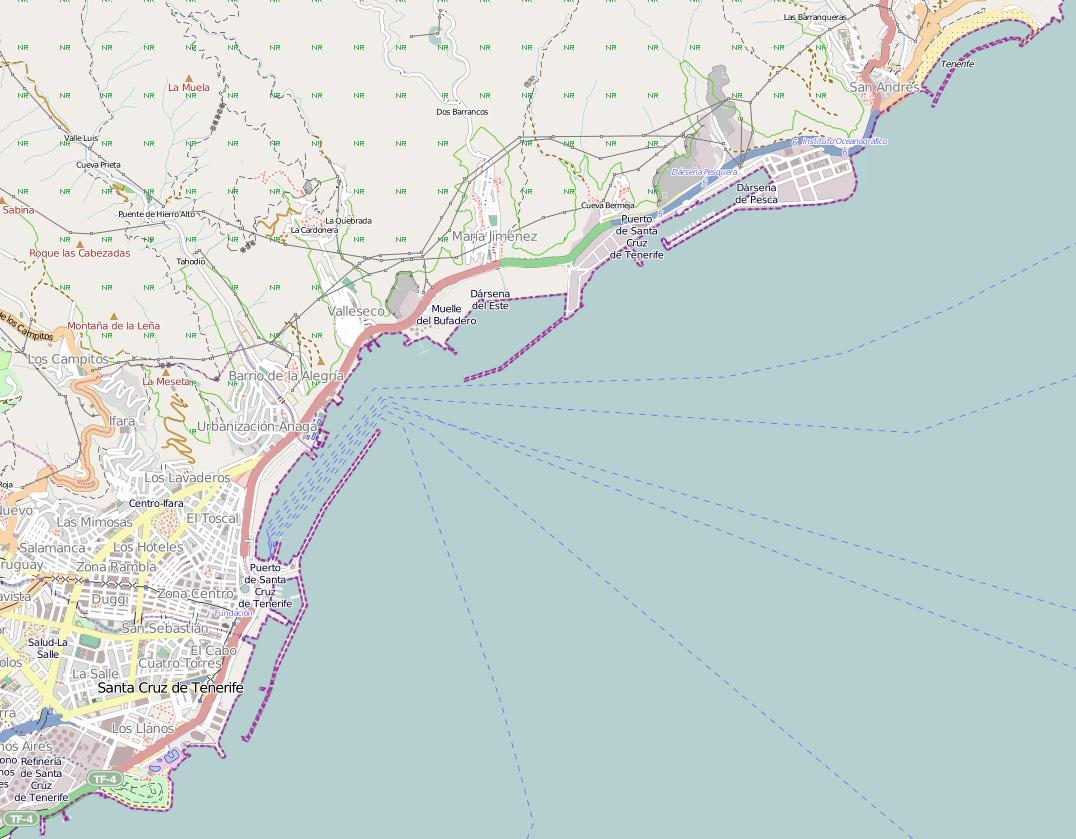
El Puerto de Santa Cruz de Tenerife se extiende desde la Dársena Pesquera de San Andrés hasta Muelle de Hondura, con una extensión de doce kilómetros.

A pesar de que la zona en la que se ubicaba el puerto no era del todo segura, la situación próxima a La Laguna le valió la denominación por parte del Cabildo de Tenerife de puerto principal de la isla. No obstante, por aquella época el puerto de Santa Cruz no se podía considerar como principal, ya que la actividad comercial que registraban los puertos de Garachico y La Orotava era superior.
En un primer instante, el puerto se desarrolló a partir de una pequeña playa denominada con el nombre de La Carnicería. Esta se situaba al norte de la desembocadura del barranco de Santos contiguamente a una pequeña cala conocida con el nombre de Blas Díaz, la cual estaba franqueada por un cabo que se introducía en el mar. Desde el comienzo, esta playa, conocida también como la Caletilla, debido a sus dimensiones, fue utilizada por los pescadores como varadero y lugar de descarga de sus capturas.
El abrigo de esta cala era relativamente bueno, ya que se hallaba suficientemente protegida, disponía de una playa, pero, en cambio su reducida capacidad y su difícil entrada jugaban en su contra.
Es en 1526 cuando el Cabildo, por orden de Juan de Aguirre solicita ayuda económica a la Corte y se comienza a vislumbrar un futuro puerto real, con las requeridas dotaciones. 
Pronto se producirían daños en las obras realizadas debido a las inclemencias del tiempo, con fuertes temporales que se repitieron en los años 1551, 1585 y 1600, que conllevaron numerosas reformas, cambios de ubicación, e innumerables incomodidades para el adecuado tránsito de mercancías y personas.

### Los castillos de Santa Cruz

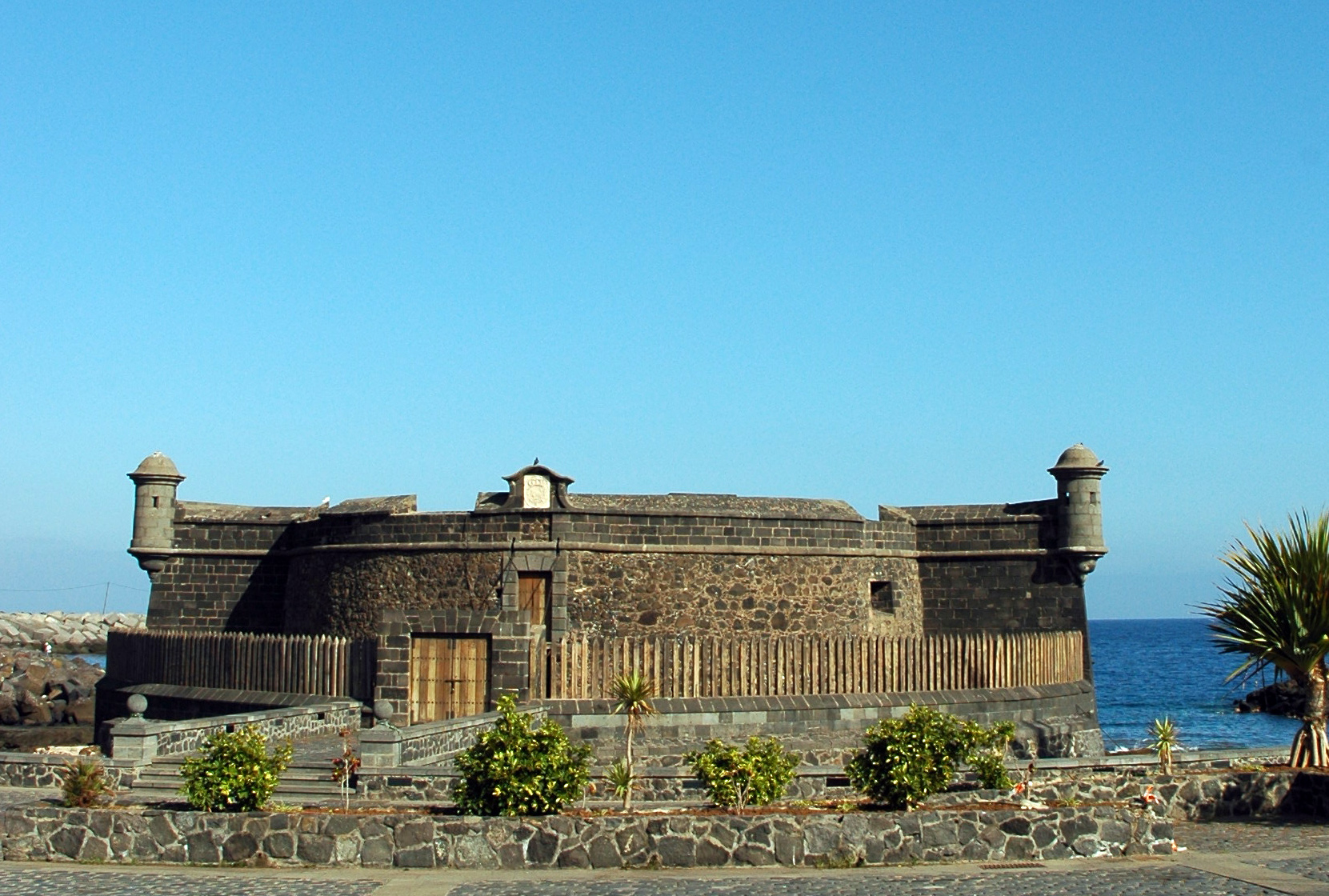
Castillo de San Juan.

En el año 1575 dio comienzo la construcción del castillo de San Cristóbal. Dos años más tarde, el 20 de enero, se inició su servicio y de este modo conformó la primera fortaleza con entidad de Tenerife. 
El ingeniero militar italiano Leonardo Torriani visitó la isla a finales del siglo XVI y recomendó al monarca la edificación de otros dos baluartes que debían emplazarse en las zonas aledañas. 
El castillo de San Juan, localizado en la Caleta de Negros empezó a levantarse en 1641, y en el año 1670 se hizo lo propio el de Paso Alto, a pesar de que este ya era un enclave fortificado desde 1657. 
El castillo de Paso Alto tiene cierta relevancia en su papel de protagonista ante los tres ataques sufridos por la ciudad de Santa Cruz: el de Blake en 1657, el de Jennings en 1706 y finalmente, el de Nelson en 1797.

### El puerto durante elsigloXVIII
El siglo XVIII significó para el puerto un verdadero punto de inflexión que lo llevaría al desarrollo motivado principalmente por cuatro características: 
- Los progresos a nivel de las comunicaciones interiores: por lo que se hacía menos complejo el traslado de las manufacturas desde la zona norte de la isla.
- La acomodación de los capitanes generales en Santa Cruz.
- El surgimiento de una pequeña clase burguesa-comercial relacionada con el puerto.
- La erupción volcánica de 1706 que destruyó el puerto de Garachico, hasta entonces, el más importante en cuanto a tráfico comercial.

Estas premisas fueron las responsables de que Santa Cruz empezara a dejar de ser consideraba como puerto de La Laguna, y se convirtiera en un núcleo comercial cada vez más importante. Se puede reconocer de este modo que la actual ciudad de Santa Cruz de Tenerife se originó a raíz de su puerto.
Las continuas mejoras contribuyeron de manera substancial en esta evolución. Fue necesario trazar una nueva ubicación para el muelle ya que las transacciones efectuadas hasta entonces en La Caleta, debían ahora pasar a llevarse a cabo en un lugar con mayor calado. En este sentido participó el ingeniero militar Miguel Benito Herrán quien en el año 1729, planteó, infructuosamente, la construcción de una escollera que partiera desde la denominada laja de San Cristóbal. 
Más tarde, en 1741 el comandante general Bonito y Pignatelli encomendó a su ingeniero Antonio La Rivière el estudio y proyecto de la propuesta formulada anteriormente por Benito Herrán. Al siguiente año La Riviére entregó su plan, el cual fue capacitado en Madrid en mayo del año 1742. Sin embargo, al igual que en el caso primero, este proyecto nunca vio la luz.
Siete años después, otro comandante, en esta ocasión Juan de Urbina, trató de hacer realidad el nuevo muelle. Con tal fin se instó a los comerciantes más adinerados a que contribuyeran económicamente en la novedosa edificación. Mediante impuestos y donativos, fue posible que el proyecto redactado, esta vez, por los ingenieros Francisco La Pierre y Manuel Hernández en el año 1749, viera iniciadas sus obras un año más tarde. Estos trabajos consistieron en la construcción de un dique o rompeolas que partía desde la laja de San Cristóbal perpendicular al litoral rematado por un martillo en T. 
Sin embargo, poco tiempo después, en 1755, un nuevo temporal causó graves desperfectos en la escollera. Los mercantes y demás personal del puerto que habían hecho sus inversiones en el proyecto anterior dudaron entonces de si no era más conveniente devolver el muelle al emplazamiento inicial en La Caleta. 
No obstante, en 1784 Andrés Amat de Tortosa inicia las obras de reparación con la colaboración de Francisco Jacot. Las citadas obras finalizaron en el año 1787 y fue entonces cuando Santa Cruz contó por primera vez con unas buenas instalaciones adaptadas al momento. Estas actuaciones se fundamentaron en:
- Mayor cimentación del martillo.
- Modificación en la distribución de las escaleras de acceso.
- Conducción subterránea del agua de abasto de los buques.
- Edificación de una casa para los oficiales del muelle.
- Pavimentación de la zona para facilitar el tráfico rodado.

### Construcción de La Casa de la Pólvora

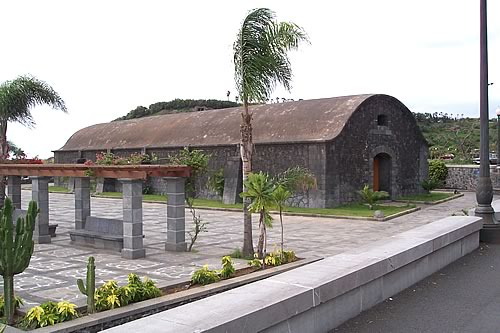
Casa de la pólvora.

Consistía en una nave de planta rectangular, rematada circularmente en los lados menores. Cubierta con una bóveda de medio cañón se trata de un proyecto de La Pierre localizada en el antiguo Camino de la Regla. Los trabajos de ejecución, comprendidos entre 1756 y 1758 fueron dirigidos por el coronel Francisco Gozar. Más tarde (1779-1784), bajo el mando del comandante general Ibáñez Cuevas se edificó un espaldón para cubrir el almacén de las vistas del mar y de los fuegos que pudieran abrir desde los barcos.

### Construcción de la Real Aduana
Bonito Pignatelli decidió alzar en 1742 en la explanada de la caleta de Blas Díaz un edificio para la Real Aduana. Se trataba de una construcción de planta cuadrada, de dos pisos de altura, de argamasa y madera. Se le añadieron elementos ornamentales a base de mármol traído de Lanzarote. El edificio de la Real Aduana permaneció en pie durante casi dos siglos. Finalmente fue derribado y se construyó en ese lugar la actual oficina de Correos y Telégrafos.

### Liberalización del comercio con América
1778, el año en que se liberalizaba el comercio con América no fue bueno para el puerto santacrucero. Por aquella época era el único puerto de las islas preparado para cargar productos exclusivamente de Canarias a los mercados del nuevo continente. El puerto que más facturó fue el gaditano, con un total de 63 navíos, y completaron la lista los puertos de La Coruña, Barcelona, Málaga, Santander, cerrando la enumeración el de Santa Cruz de Tenerife con tan sólo 9 buques cargados que se tradujeron en poco más de 1.200.000 reales por el importe de los productos insulares. 
También durante el siglo XVIII fue importante la labor desarrollada por el puerto de Santa Cruz en cuanto al tráfico de pasajeros, siendo un destacado núcleo receptor y dador de migraciones tanto internas (desde Lanzarote, Fuerteventura y El Hierro motivadas por la hambruna) como externas (hacia América, principalmente Santo Domingo, Puerto Rico, Luisiana o Tejas).

### Incremento de la población
Durante las primeras décadas del siglo XVIII tiene lugar un establecimiento gradual de ciudadanos y grupos familiares que se trasladan a Santa Cruz de forma definitiva o bien esperando la oportunidad de sumarse en las remesas de emigrantes que partían del puerto vía La Habana o Veracruz, que fundarían nuevos pueblos. Este es el caso de San Antonio de Tejas que se funda en 1731 por un conjunto de isleños que partieron de la rada santacrucera.

### El puerto durante elsigloXIX

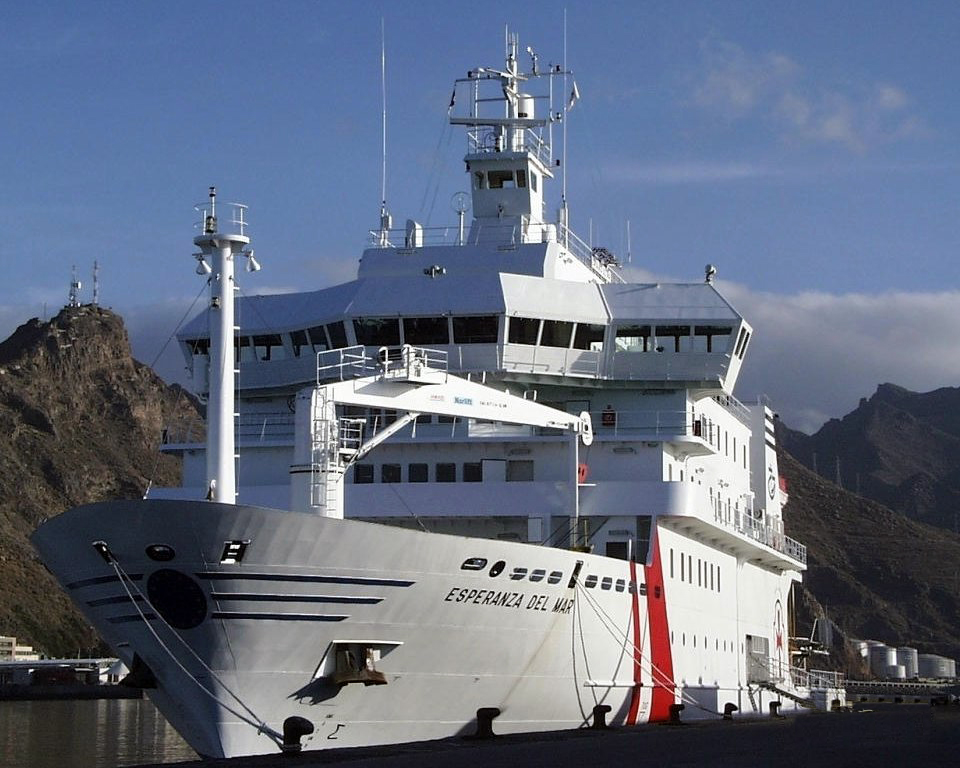
El barco hospital Esperanza del Mar en el puerto de Santa Cruz.

A partir de la segunda mitad del siglo XIX se inició el período de mayor esplendor del puerto. Este espacio de tiempo, que abarca hasta aproximadamente el año 1950 llevó al puerto de Santa Cruz a ser el principal eje económico de la ciudad y de la isla basado fundamentalmente en: 
- El comercio de la cochinilla: La creciente demanda de este producto beneficiada por la ley de Puertos Francos de 1852 propició para el puerto de Santa Cruz unos buenos datos económicos durante la segunda mitad del siglo pasado.
- Rutas coloniales: La situación geográfica estratégica de Canarias convirtió al puerto de Santa Cruz en lugar de tránsito y fondeo de buques procedentes de las principales potencias europeas. Además este hecho motivó la instalación de empresas europeas que produjeron un aumento del dinamismo económico de la ciudad.

Alentada por los buenos resultados y la futura proyección portuaria, la Junta de Comercio decidió en 1845 la construcción de un nuevo muelle más seguro. Este proyecto fue encargado al técnico de obras públicas Pedro Maffiotte y con él se pretendía aumentar su capacidad de tráfico y comercio. 
En 1846 llega a la isla Francisco Clavijo y Pló. Este venía a ser el primer ingeniero de Caminos, Canales y Puertos, ya que, hasta ese momento, todas las obras del puerto habían sido proyectadas por ingenieros militares. 
En el año 1852, se declaró al puerto de Santa Cruz como puerto de interés general, encomendándosele al ingeniero Clavijo un estudio del puerto a erigir. Este debería responder a las nuevas exigencias que se precien en todo puerto moderno, es decir, áreas de abrigo, centros de contratación mercantil, espacios para almacenes, áreas de descarga de materiales y otros servicios necesarios. 
El plan entregado por Clavijo fue aprobado en 1864 y supuso una profunda mejora de las instalaciones portuarias de la capital. Los avances continuaron, y a finales del siglo XIX con el perfeccionamiento de las máquinas y las nuevas tecnologías al uso se propició una mayor rapidez en la ejecución de los trabajos de los que el puerto era testigo.

### Leyes y concesiones
El puerto de Santa Cruz disfrutaba de unas condiciones legales relativamente buenas arrastradas en gran medida desde el siglo XVIII. Era, además, uno de los pocos astilleros españoles acreditados a mercantilizar directamente con América y habilitados para la comercialización exterior. 
En 1818, con la irrupción del gobierno absolutista del monarca Fernando VII, se decretó el cierre de todos los puertos de las islas. Comenzó entonces un período vacilante en el que se otorgaban ciertos derechos para luego retirarlos y finalmente volver a ser atribuidos que no terminó hasta que en 1837, a raíz de los trámites llevados a cabo por Gumersindo Fernández de Moratín, diputado por Tenerife, las Cortes deciden declarar a Santa Cruz puerto de depósito de primera clase. Al mismo tiempo que capacitaban un puerto en cada una de las restantes islas para el tráfico y comercio en general.

### El abastecimiento de carbón

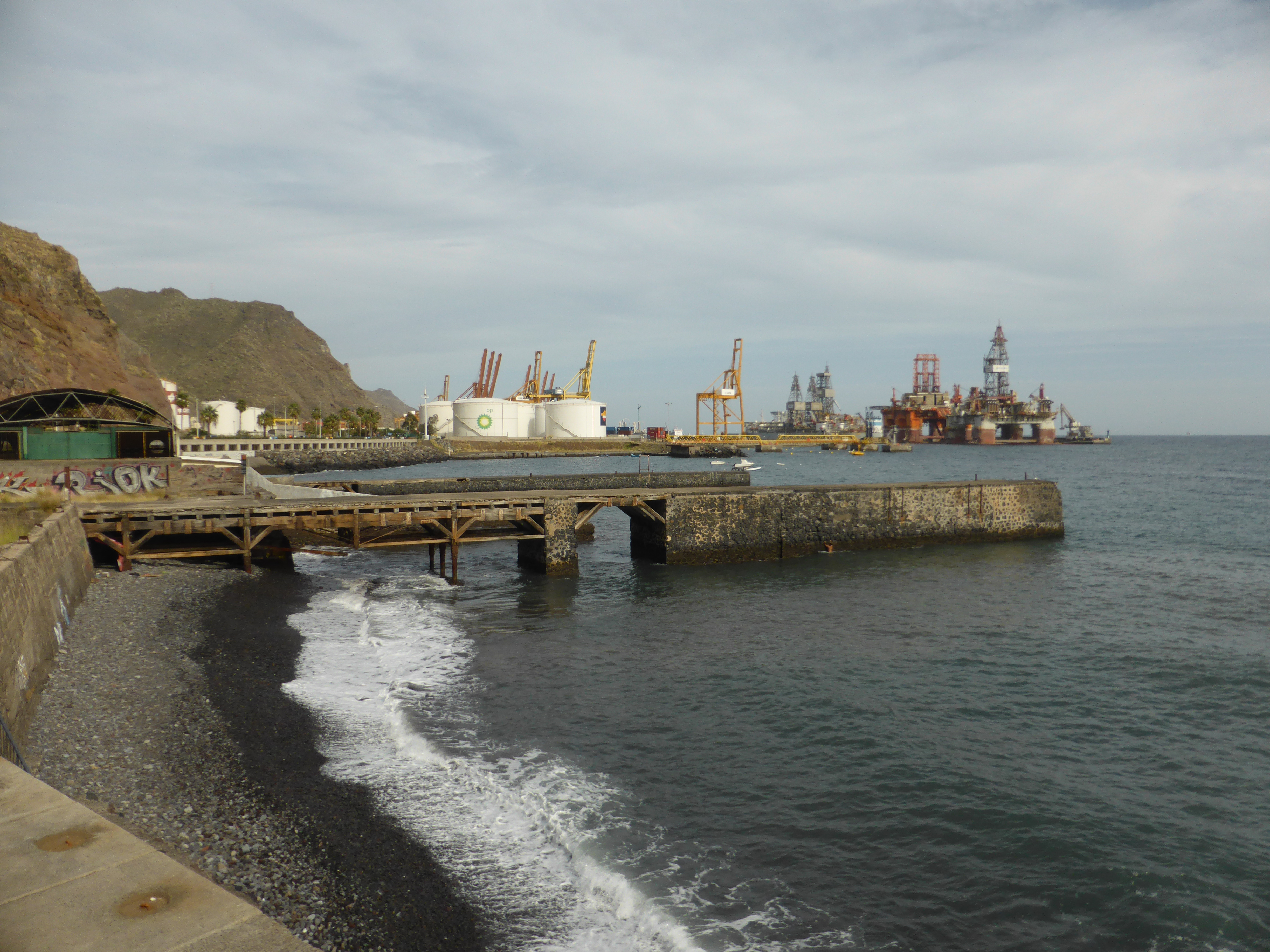
Antiguos muelles carboneros en Valleseco.

El carbón era un producto de importación y libre comercialización que vio incrementada su demanda principalmente a partir del año 1860. En el puerto de Santa Cruz se ubicaron diversas compañías de importación y exportación de modo tal que en 1881 se hallaban en la ciudad cuatro almacenes cercanos al litoral. Estos estaban organizados de manera que pudieran suministrar a un ritmo de 30 toneladas a la hora. 

#### Las empresas carboneras
La primera compañía carbonera que se instaló en la ciudad fue Bruce, Hamilton, Davidson, Lebrun y Compañía la cual se situó en la cala cercana a la batería de San Pedro. En 1876 los propietarios debieron de transferir el tinglado a Valleseco. Otras compañías fueron: Virgilio Ghirlanda en 1851, a esta le siguió Juan Cumella en 1857, en 1862 fue el turno de Hermanos Cory, lo mismo en 1868 para Davidson, Juan Croft comenzó su negocio en el año 1891), Inocencio Fernández del Castillo en 1891, y otras compañías, cuya fecha de instalación no se conoce.

### El puerto en elsigloXX

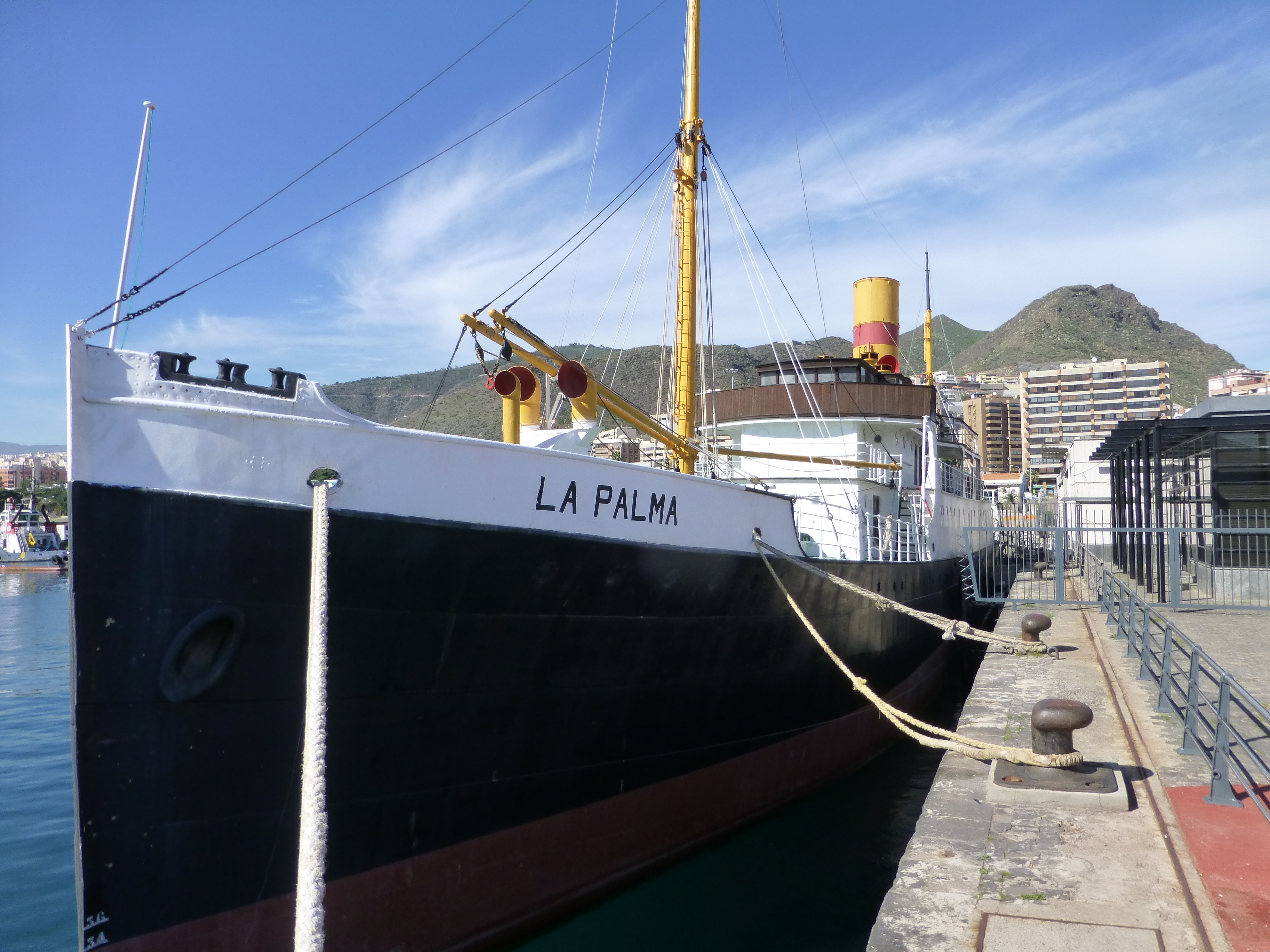
El centenario correíllo La Palma, buque de vapor del año 1912.

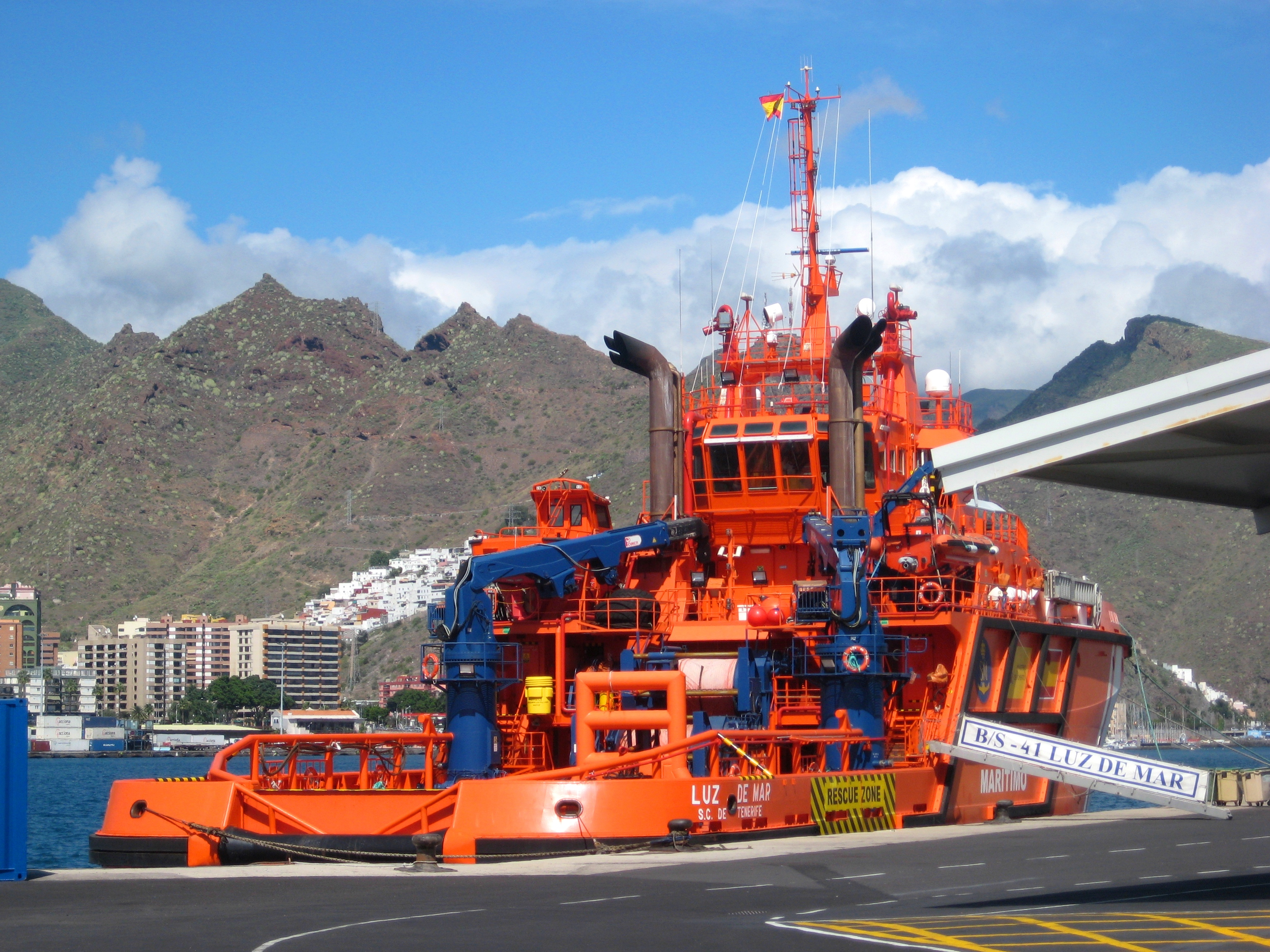
Buque Polivalente Luz de Mar, BS-41, de la Sociedad de Salvamento y Seguridad Marítima en el Puerto de Santa Cruz de Tenerife.

A principios del siglo XX se dispusieron en la zona conocida bajo el nombre de La Jurada un total de 50 toneladas de pólvora y 65 kilos de dinamita, con el fin de obtener las 300.000 toneladas de material que se precisaban para la construcción de los muelles. Con piedras de esta cantera se prolongó el dique-muelle sur. El transporte se efectuó mediante un ferrocarril, cuya primera locomotora de vapor había llegado en el año 1890. En los años veinte se incorporaron nuevas locomotoras fabricadas por Henschel. Una de estas máquinas, del año 1924, se conserva actualmente al pie de la antigua cantera, en la carretera o autovía de San Andrés.
Durante el pasado siglo el puerto de Santa Cruz fue muy sensible a las condiciones económicas del exterior, siendo muy vulnerable a sus fluctuaciones. Una de las crisis acaecidas fue la que se produjo en 1916, con la reducción de la navegación internacional, con motivo de la actividad de los submarinos alemanes, durante la I Guerra Mundial. Fue a partir de 1953, tras 40 años de dificultades, cuando se restableció el nivel de negocio anterior.

### Junta de Obras del Puerto

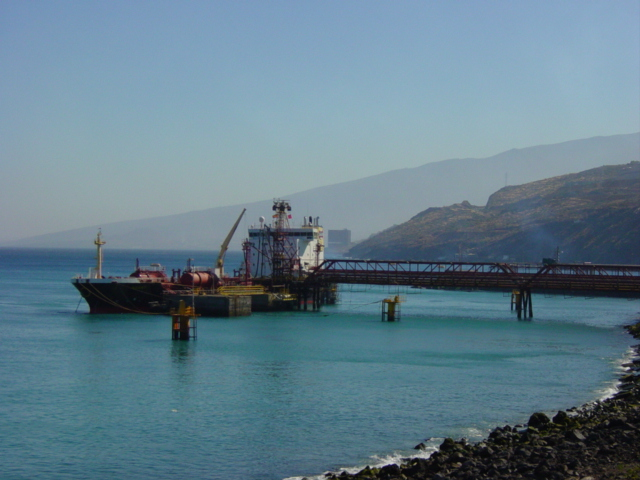
Muelle de "La Hondura".

En el año 1907 se instituyó la Junta de Obras del Puerto. Esta nueva entidad se ocuparía de dar salida con mayor rigor y celeridad a las obras a las que la infraestructura portuaria se viera sometida. Es Pedro Matos quien plantea la prolongación del muelle sur, la cual se autoriza en 1911. 
A su vez, también propone la construcción de una nueva escollera que se conoce hoy con el nombre de muelle norte. Estas obras de ampliación y mejora soportaron diversas correcciones a lo largo de los años. El puerto, tal y como se conoce hoy es un concepto relativamente reciente que nació a partir de los planos de Miguel Pintor en el año 1951. 
El perfil de este proyecto radicaba en los siguientes puntos:
- Creación de los muelles de ribera. De este modo, desaparecía el carácter rocoso y calado del litoral santacrucero en favor de ganar línea de atraque.
- Desarrollo de una dársena especial encaminada a embarcaciones de menores dimensiones. Esta nueva construcción hacía funciones de dársena pesquera.
- Creación de una dársena comercial (muelle sur).

Posteriormente se produjeron nuevas ampliaciones como son la construcción del muelle de La Hondura, destinado al atraque y prestación de servicios a buques relacionados con la Refinería de Santa Cruz de Tenerife, o la construcción del muelle del Bufadero para exclusivo uso de mercancías.

### Proyecto de integración puerto-ciudad
Las bases de este proyecto, no exentas de polémica y escepticismo por parte de algunos ciudadanos, parten de la idea de que el puerto de Santa Cruz no posee plataforma ni capacidad de crecimiento suficiente para poder competir con otros puertos en concepto de transbordos de contenedores, graneles, etc. Con tal objetivo surge la alternativa de construir un gran puerto, que cumpla esas expectativas, en Granadilla. 
La Autoridad Portuaria de Santa Cruz de Tenerife abrió con ese fin un concurso de ideas en 1997, buscando igualmente la mejor opción de integración entre el puerto y la ciudad. El proyecto del gabinete suizo Herzog & De Meuron resultó ganador. Con él se pretendía imprimir a esta zona de la ciudad un matiz más lúdico y deportivo, y una mayor capacidad de tráfico comercial, turístico y de pasajeros. 
En este puerto han atracado algunos de los trasatlánticos más grandes del mundo, como el Queen Mary 2, o el Queen Elizabeth 2.

### Terminal de Cruceros

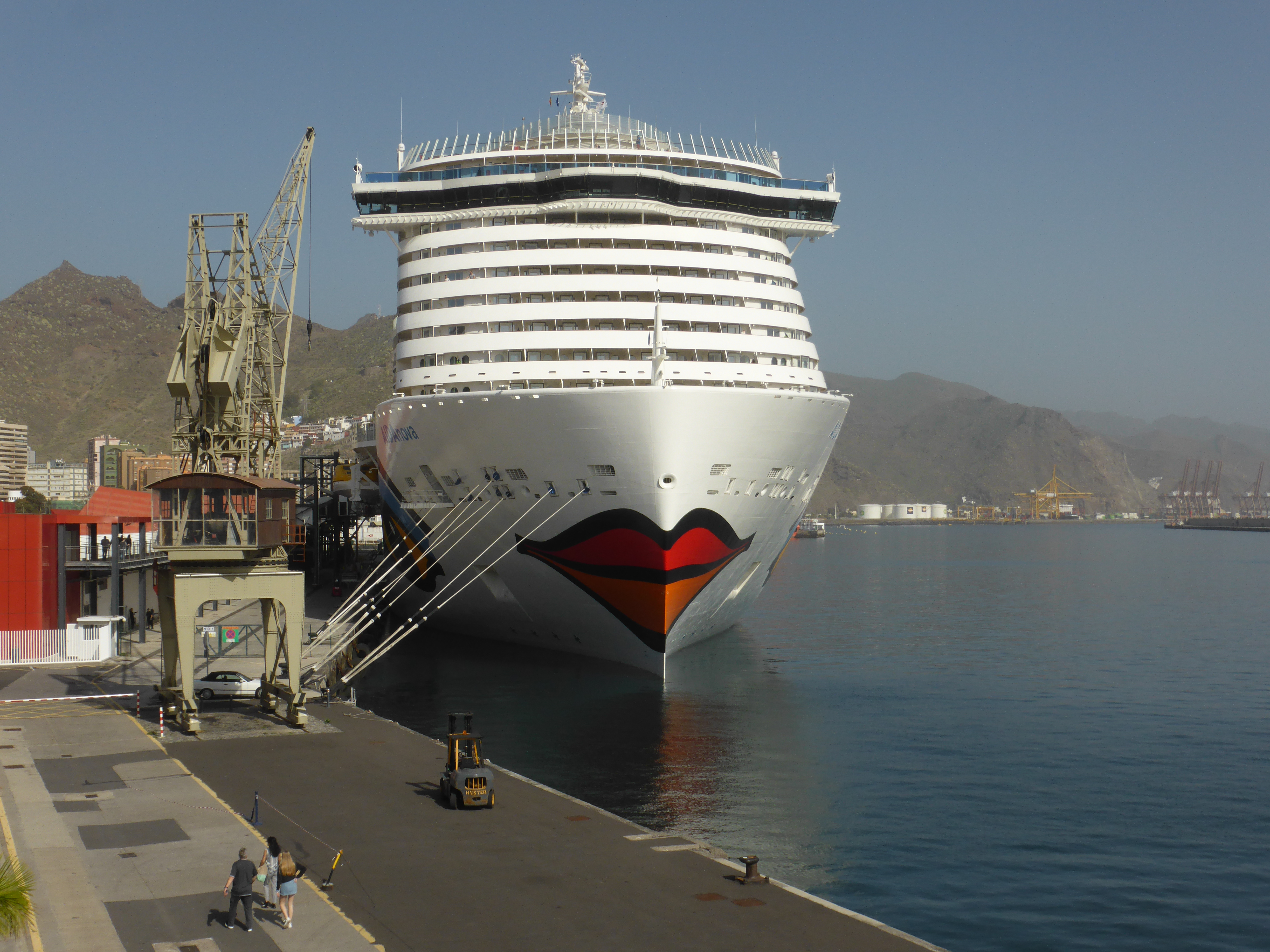
Vista de proa del AIDAnova, junto a la Terminal de Cruceros.

A finales de 2016 fue inaugurada la nueva gran terminal de cruceros que tiene una superficie de 9.000 metros cuadrados y capacidad para atender hasta a 10 000 cruceristas. Se trata de la terminal de cruceros más moderna de la región Macaronesia al ser diseñada como construcción de última generación.
El edificio integra varias funciones entre ellas: de chequeo, control, espera de pasajeros y distribución de maletas y locales. Además, cuenta con áreas de aparcamiento para guaguas y taxis, y zonas de logística y aprovisionamiento. Dispone de 50 puestos de facturación; zona de espera con 520 asientos; cafetería y zona de teléfonos e internet, además de una sala VIP; dependencias de seguridad; control policial; oficia de estibadores; oficina para la realización de excursiones por la isla de Tenerife; aseos y vestuario del personal, entre otros servicios.

## Dársenas

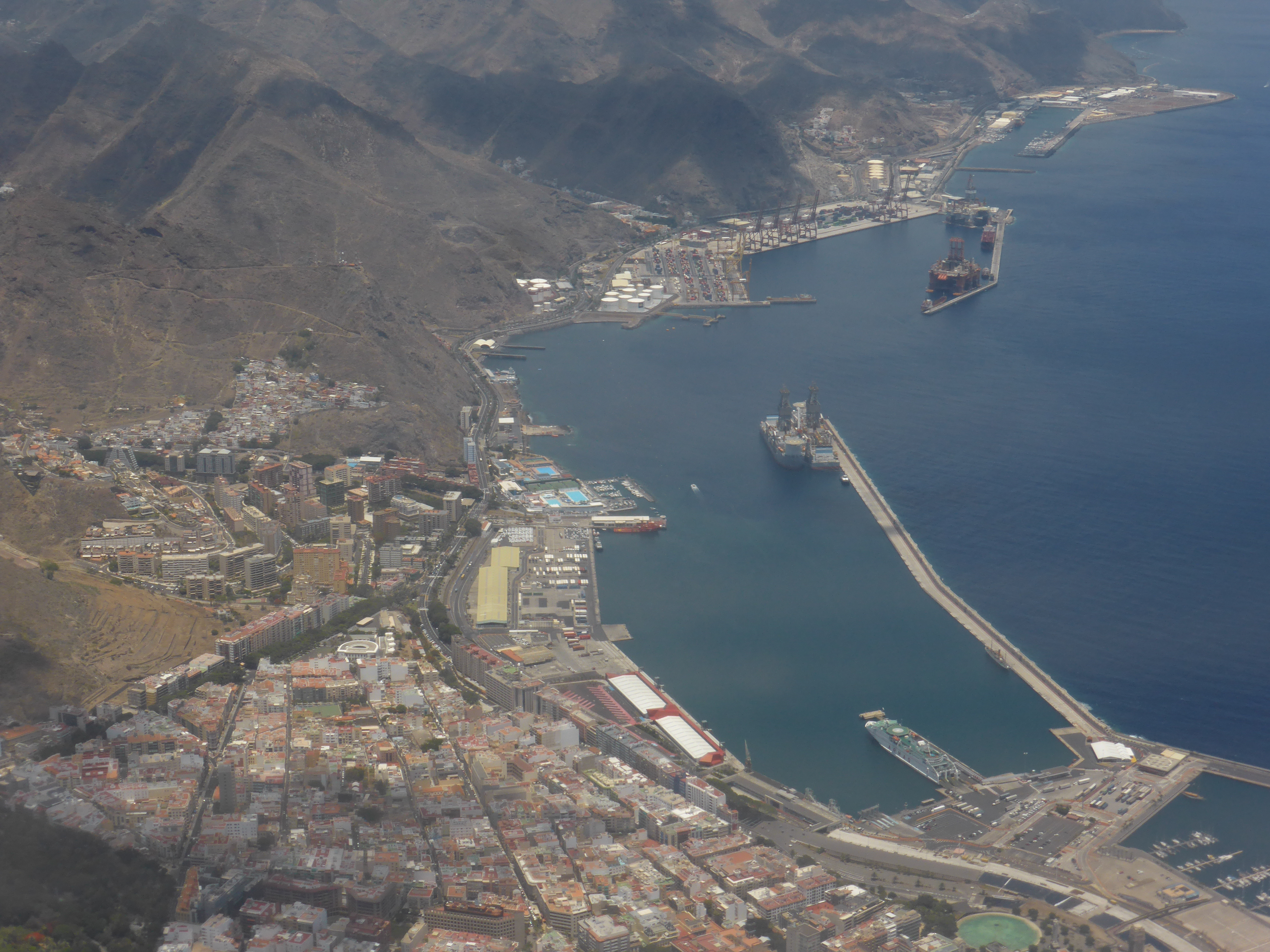
Vista parcial del puerto y la ciudad de Santa Cruz de Tenerife, desde un avión. El dique más largo es el Muelle Sur.

### Dársena de Anaga
La dársena de Anaga está constituida por cuatro muelles: Sur, Norte, Ribera y de Enlace.
El Muelle Norte, proyectado en 1909, tiene poca actividad. En este muelle se instaló en 1991 la estación del desaparecido Jet Foil. 
El Muelle Sur, iniciado en el siglo XIX y prolongado desde 1921, dispone de 1351 metros de longitud y 12 metros de calado. Hoy en día está reservado al atraque de los grandes cruceros de turismo. Actualmente también tiene atracado el histórico correíllo La Palma, construido en el año 1912.
El Muelle de Ribera inició su construcción en 1951. De estructura compleja, está formado por el muelle de pasajeros de 269 metros, el muelle frutero de 397 metros y finalmente el muelle de mercancía general de 382 metros. Por sus características permite el atraque de dos buques simultáneamente y las operaciones de ferries y barcos RO-RO.
El Muelle de Enlace, frente a la Plaza de España, representa una gran superficie entre las dársenas de Anaga y Los Llanos. Fue el punto neurálgico del comercio de antaño ya que en este lugar se efectuaban la mayoría de las actividades mercantiles del puerto.

### Dársena del Este
La Dársena del Este está constituida por el dique del Este, el Muelle de Contenedores y el Muelle de Bufadero. 
El dique del Este va encaminado a la escala técnica que los tanqueros y barcazas precisan. En él realizan sus operaciones los barcos mineraleros, los barcos neumáticos, y los graneleros.
El Muelle de Contenedores lo forma una explanada, con capacidad para unos 5000 TEUS. La empresa especializada en la carga, descarga y trasbordo de contenedores tiene su terminal en este muelle.
El Muelle de Bufadero tiene 421 metros de largo y 14 metros de calado. Fue inaugurado en el año 1993 y dispone a su vez de una explanada de 130000 m² capaz de albergar 6000 TEUS. Recientemente se realizan trabajos de ampliación en este muelle a fin de incrementar su capacidad de almacenaje.

### Dársena Pesquera
Destinada a las operaciones desarrolladas por este sector. También tienen cabida embarcaciones deportivas.

### Dársena de Los Llanos
La dársena de Los Llanos está constituida por un dique-muelle y el Muelle de Ribera II.
El dique-muelle con 1426 metros de longitud y un calado comprendido entre los 8 y 12 metros, es utilizado en la actualidad por los tráficos especiales. Es también el área de descanso y cambio de las tripulaciones, así como la base permanente del dique flotante de los astilleros.
El Muelle de Ribera II dispone de dos alineaciones de 400 y 470 metros cada una que funcionan como base RO-RO y como base de contenedores.

## Hermanamientos
El Puerto de Santa Cruz de Tenerife está hermanado y tiene convenios de colaboración con:
- El Puerto de Shenzhen, República Popular de China; desde el 5 de junio de 2013.[11]